# Pelargonium cucullatum
A Pelargonium cucullatum a gólyaorrvirágúak (Geraniales) rendjébe, ezen belül a gólyaorrfélék (Geraniaceae) családjába tartozó faj.

## Előfordulása
A Pelargonium cucullatum őshazája a Dél-afrikai Köztársaság délnyugati része. Manapság a világ számos részén termesztik dísznövényként. Sok modern muskátli hibridnek az egyik szülője.

## Alfajai
- Pelargonium cucullatum subsp. cucullatum
- Pelargonium cucullatum subsp. strigifolium Volschenk in Volschenk, J.J.A. van der Walt & Vorster, Bothalia 14(1): 50. 1982 - szin: Pelargonium acerifolium L'Hér.
- Pelargonium cucullatum subsp. tabulare

### Hibridjei
- Pelargonium × aemulum
- Pelargonium × blandum
- Pelargonium × citriodorum
- Pelargonium × dodii
- Pelargonium × domesticum

## Megjelenése
Az eredeti, természetes virágai rózsaszínek és lilák; nyáron nyílnak és édeskés illatúak. Az erőteljes növésű bokorszerű muskátli, meghaladhatja az 1 méteres magasságot is. Amikor nyílik, a Tábla-hegy úgynevezett fynbos biomának a jellegzetes növényévé válik.

## Felhasználása
Nagyon könnyű tartani. Sok Napsütésre van szüksége; a szárazságot jól tűri. Szétszedéssel és magokkal is szaporítható. Mint sok más gólyaorr esetében, a szétdörzsölt levelei kellemes illatot árasztanak, emiatt a dél-afrikai hagyományos orvoslásnak az egyik kelléke.

## Képek

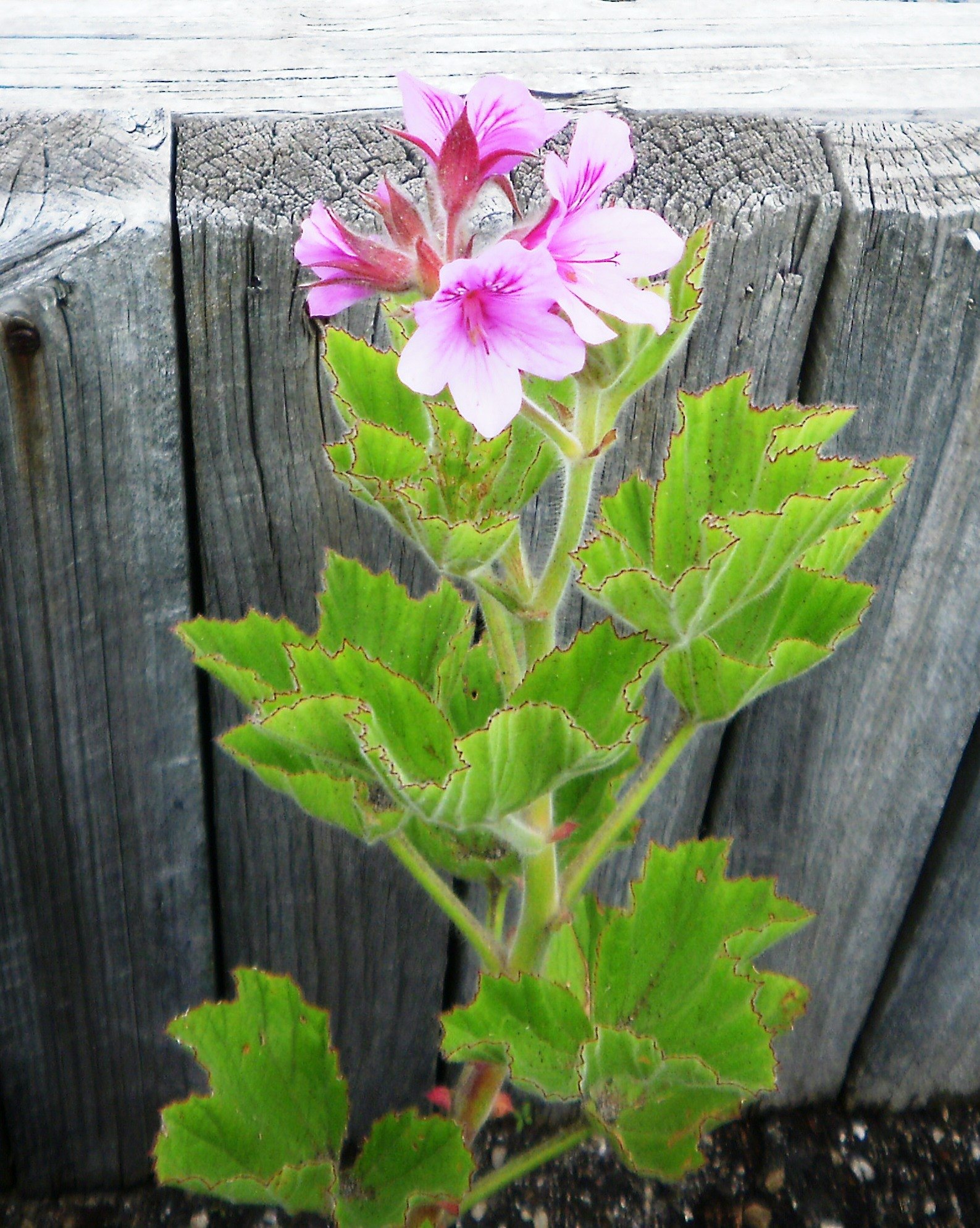
A növény
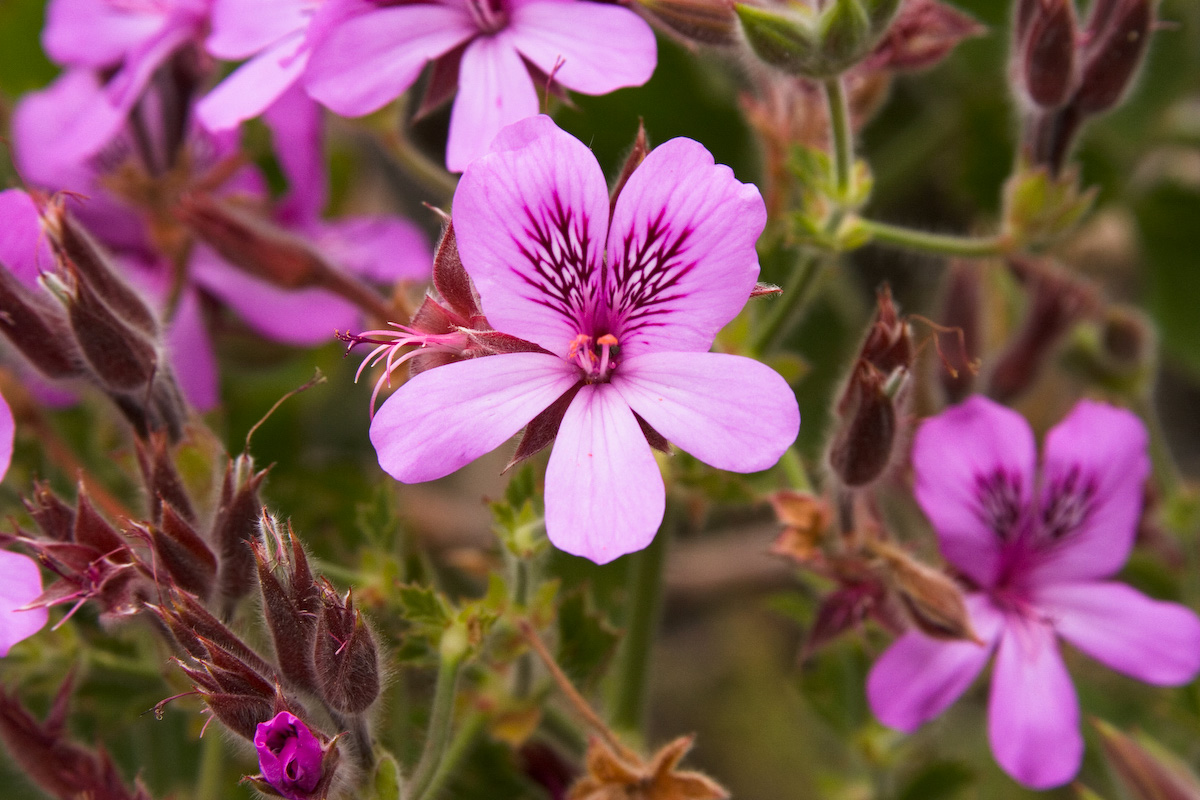
A virágai
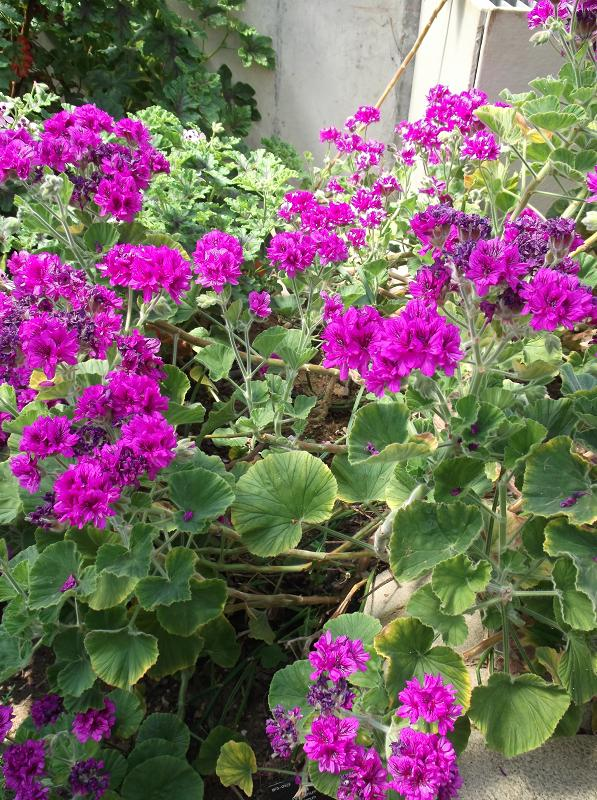
Termesztett 'Flore Pleno'
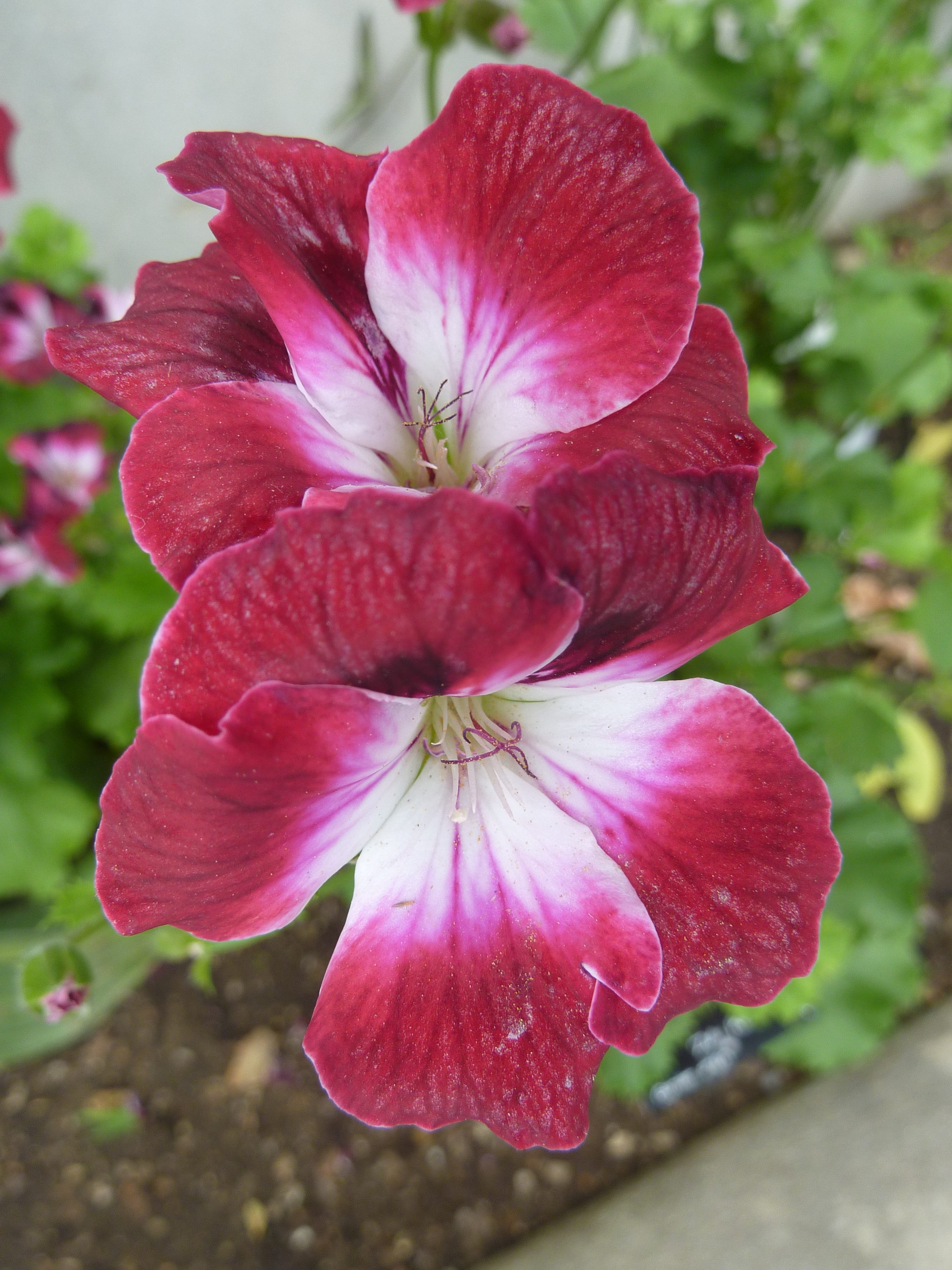
Pelargonium × domesticum 'Zulu King'

## Fordítás
- Ez a szócikk részben vagy egészben  a   Pelargonium cucullatum című angol Wikipédia-szócikk ezen változatának fordításán alapul.  Az eredeti cikk szerkesztőit annak laptörténete sorolja fel. Ez a jelzés csupán a megfogalmazás eredetét és a szerzői jogokat jelzi, nem szolgál a cikkben szereplő információk forrásmegjelöléseként.